# Santuario (Risaralda)
Santuario es un municipio del departamento de Risaralda (Colombia), ubicado a 66 km de la capital departamental llamada Pereira en la región centro-occidente del departamento, en el lado oriental de la cordillera Occidental.
Limita con los municipios de Pueblo Rico, Apía, La Celia, La Virginia, Balboa y los departamentos de Valle del Cauca, Chocó y Caldas.
Cuenta con una población superior a los 15.000 habitantes y en su territorio se encuentra parte del parque nacional natural Tatamá y el Parque Municipal Natural Planes de San Rafael, por esta razón se le conoce como "La Perla de Tatamá". Fue fundado por Buenaventura Navarro en la época de la colonia. 

## Geografía
Situado en la región centro occidental de Risaralda, a 66 km de Pereira, la capital de dicho departamento. Es geográficamente montañoso.

## División Político-Administrativa
Además de su Cabecera municipal. Santuario tiene bajo su jurisdicción los siguientes Centros poblados:
- El Rosal
- La Marina
- Peralonso
- Playa Rica

## Historia
Santuario fue fundado en 1886, nació bajo tutela administrativa de Anserma, haciendo parte del estado del Cauca. En 1892 se adhirió al nuevo municipio de San Antonio de Apía, un año más tarde se creó la primera escuela, y en 1894 dejó de ser caserío para ser declarado corregimiento, se convirtió en parroquia en 1906.
Fue erigido Municipio en 1907.

## Economía
Centra su economía en el cultivo del café. Las actividades económicas más significativas son la agricultura, la ganadería y la explotación forestal.

## Educación
El municipio cuenta con 5 Instituciones Educativas que agrupan a 25 Centros Educativos oficiales y 1 no oficial. 
En 2006 hubo 3.338 estudiantes matriculados. Según el censo del 2005 11.233 pueden leer y escribir.

## Turismo
Una de las características que simboliza la cultura popular hace referencia a las fiestas aniversarias:
- Fiestas de la Virgen del Carmen,
- Fiestas parroquiales de la Virgen de la Inmaculada,
- Feria Agropecuaria y ganadera
- Fiesta del Ancestro Paisa.

Sitios de Interés:
- Parque Nacional Natural Tatama.
- Iglesia María Inmaculada.
- Calle Real.
- Valle y mirador del río Mapa.
- Sendero ecológico vereda La Cumbre.
- Centro de visitantes Planes de San Rafael y mirador de Peralonso.
- Polideportivo Municipal.
- Paraje recreacional Los Balcones.
- Balneario La Marina.

## Símbolos

### Himno
| Autor: Ignacio Gómez Vargas Coro Gloria a ti, pueblo libre, Santuario, Tierra alegre, sagrado rincón, Colina de placeres y de encantos, Refugio de esperanzas y de amor. | I Desde el valle a la cumbre del monte, Desde el río al lejano confín, Es tu suelo cual mágico cofre Donde guardas riquezas sin fin. II Vive el árbol que alienta en tus cimas, Tus laderas y el gran Tatamá, Que en el rojo horizonte parece Fiel guardián de tu nombre y tu paz. | III Rueda el grano de oro a la trilla Como un símbolo de tu libertad, Y en las verdes laderas se inclinan Los racimos con sangre y azahar. IV Son las verdes promesas, oh pueblo, Que tus hijos esperan con fe. Y es la sangre vertida en los frutos Del copioso y fecundo café. |

## Datos de interés
- Población NBI: 23.59%
- Categoría según Ley 617: 6

## Servicios públicos
- Energía Eléctrica: Central Hidroeléctrica de Caldas (CHEC), del grupo EPM, es la empresa prestadora del servicio de energía eléctrica.
- Gas Natural: Efigas es la empresa distribuidora y comercializadora de gas natural en el municipio.